# Barry (Minnesota)
Barry es una ciudad ubicada en el condado de Big Stone en el estado estadounidense de Minnesota. En el Censo de 2010 tenía una población de 16 habitantes y una densidad poblacional de 24,81 personas por km².

## Geografía
Barry se encuentra ubicada en las coordenadas 45°33′30″N 96°33′37″O / 45.55833, -96.56028. Según la Oficina del Censo de los Estados Unidos, Barry tiene una superficie total de 0.64 km², de la cual 0.64 km² corresponden a tierra firme y (0%) 0 km² es agua.

## Demografía
Según el censo de 2010, había 16 personas residiendo en Barry. La densidad de población era de 24,81 hab./km². De los 16 habitantes, Barry estaba compuesto por el 100% blancos, el 0% eran afroamericanos, el 0% eran amerindios, el 0% eran asiáticos, el 0% eran isleños del Pacífico, el 0% eran de otras razas y el 0% pertenecían a dos o más razas. Del total de la población el 0% eran hispanos o latinos de cualquier raza.